# Wekker-Wakker!
Wekker-Wakker! was een radioprogramma van Omroep MAX dat werd uitgezonden op NPO Radio 5 Nostalgia op werkdagen van 6.00 tot 10.00 uur en op zaterdag van 6:00 tot 10:00 uur. Het werd gepresenteerd door Henk Mouwe en Manuëla Kemp en er werd muziek uit de jaren 50,60,70 en jaren 80 gedraaid. 
De eerste uitzending van Wekker-Wakker! was op 4 september 2006. Sinds januari 2014 was er ook een zaterdageditie. Deze uitzending werd door Jan Rietman gepresenteerd tussen 6:00 en 10:00 uur. De laatste uitzending was op 30 december 2017. Wekker-Wakker! werd op 2 januari 2018 opgevolgd door een nieuwe reeks uitzendingen van Je dag is goed, gepresenteerd door Jeroen van Inkel.

## Presentatoren
- Henk Mouwe (2006-2017)
- Jan Rietman (2014-2017)
- Martine van Os (2006-2008)
- Léonie Sazias (2008-2012)
- Joop van Zijl (2010; invaller voor Henk Mouwe)
- Myrna Goossen (2012-2013)/ (2009-2012; invalster)
- Manuëla Kemp (2014-2017)/ (2012-2013; invalster)